# 大倉三郎
大倉 三郎（おおくら さぶろう、1900年2月24日 - 1983年11月26日）は、京都を中心として活躍した建築家。京都工芸繊維大学学長、西日本工業大学学長などを務めた。

## 経歴
- 1900年（明治33年）京都市に生まれる
- 1920年（大正9年）旧制同志社中学を経て旧制五高を卒業
- 1923年（大正12年）京都帝国大学工学部建築学科を卒業（第1期生）、宗建築事務所に入る
- 1928年（昭和03年）京都帝国大学営繕勤務（武田五一の指導を受ける）
- 1929年（昭和04年）京都帝国大学花山天文台を設計、竣工
- 1940年（昭和15年）台湾総督府技師営繕課長
- 1946年（昭和21年）台湾行政長官公署留用、国立台湾大学工学部土木学科教授に就任
- 1948年（昭和23年）帰国
- 1949年（昭和24年）大阪工業大学教授
- 1951年（昭和26年）京都工芸繊維大学教授
- 1955年（昭和30年）工学博士
- 1957年（昭和32年）日本建築学会賞受賞（「ゴットフリート・ゼムベーの建築論的研究」）
- 1960年（昭和35年）京都府建築士会会長（～1973年）
- 1962年（昭和37年）京都工芸繊維大学学長
- 1966年（昭和41年）京都工芸繊維大学を退官
- 1967年（昭和42年）西日本工業大学学長
- 1977年（昭和52年）西日本工業大学を退職
- 1983年（昭和58年）逝去

## 主な作品
- 萬年社京都支社（1925年、宗建築事務所で担当、京都市。1999年の同社倒産後に解体され、現存しない）
- 旧伊藤千太郎邸（旧近畿建築会館、旧ヒサヤ大黒堂玄武会館、1926年、大阪市、現存しない）
- ヴォヤージュドゥルミエール 京都七条迎賓館（旧鴻池銀行七条支店、旧若林仏具製作所、1927年、宗建築事務所で担当、京都市下京区）
- 京都大学花山天文台（1929年、京都帝国大学営繕課で設計を担当、〒607-8471 京都府京都市山科区北花山大峰町17）
- 生駒時計店（1930年、宗建築事務所で担当、大阪市中央区）
- 熊本YMCA花陵会館（1931年、熊本市）
- 京都大学農学部演習林事務室（1931年、京都市左京区）
- 京都大学法学部経済学部本館（1933年、京都市左京区）
- 龍谷大学図書館（1936年、京都市下京区）
- 臺北州立臺北第三高等女學校（1939年、台北市立中山女高）
- 同志社大学明徳館（1954年、京都市上京区）

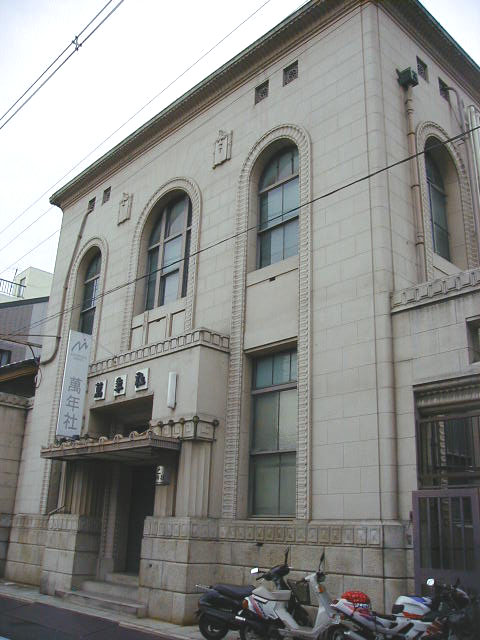
萬年社京都支社
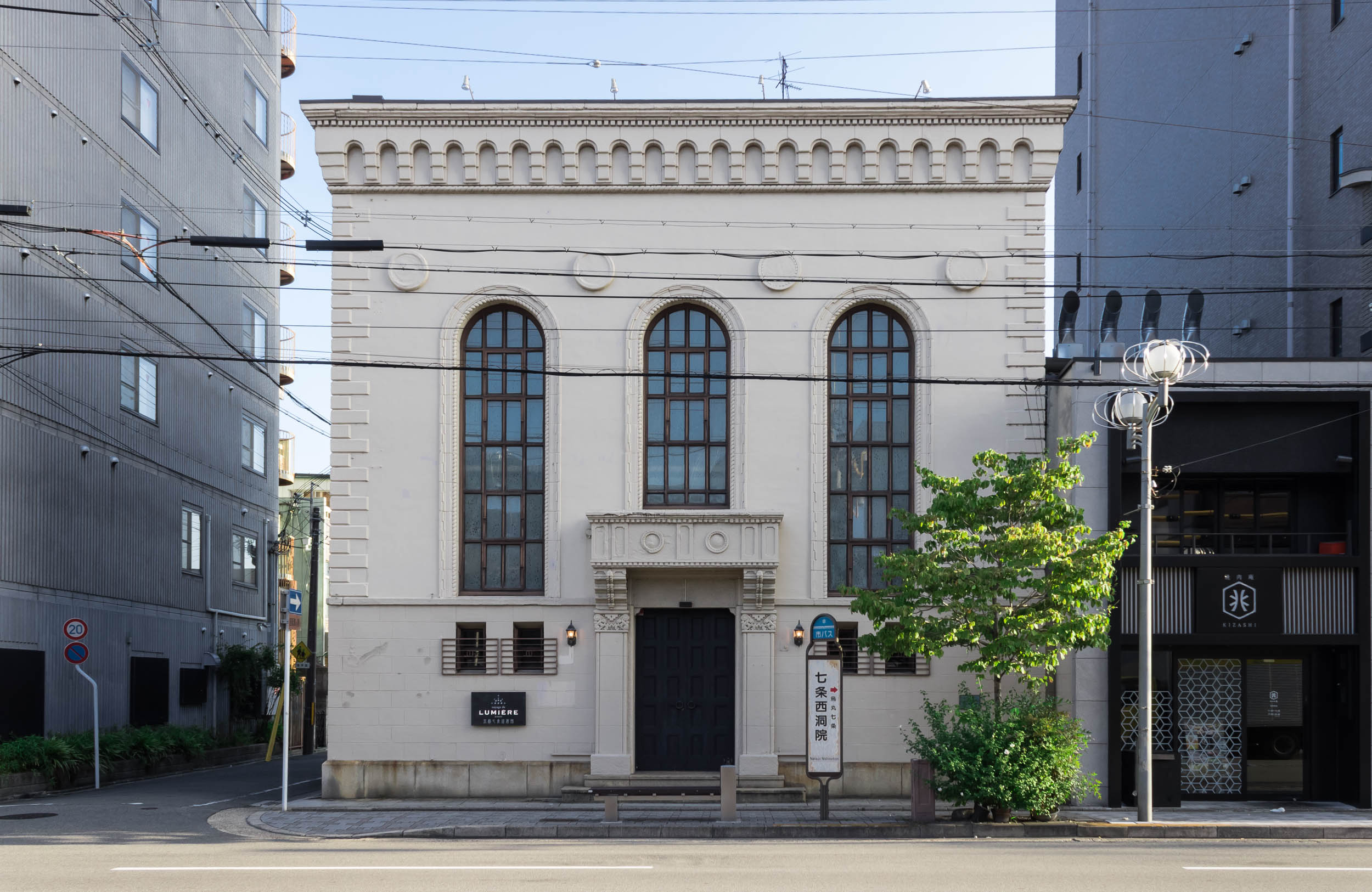
旧鴻池銀行七条支店
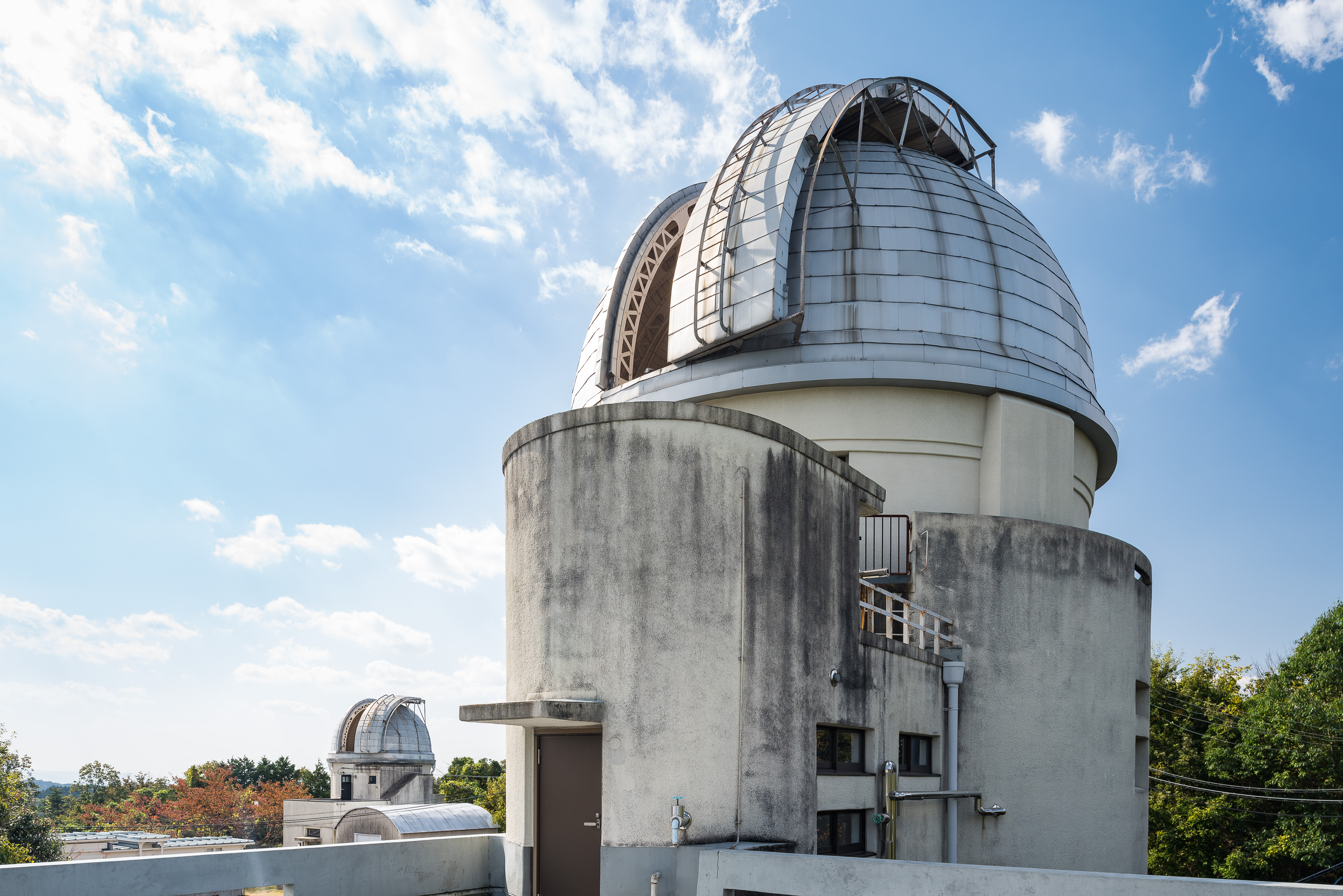
京都大学花山天文台
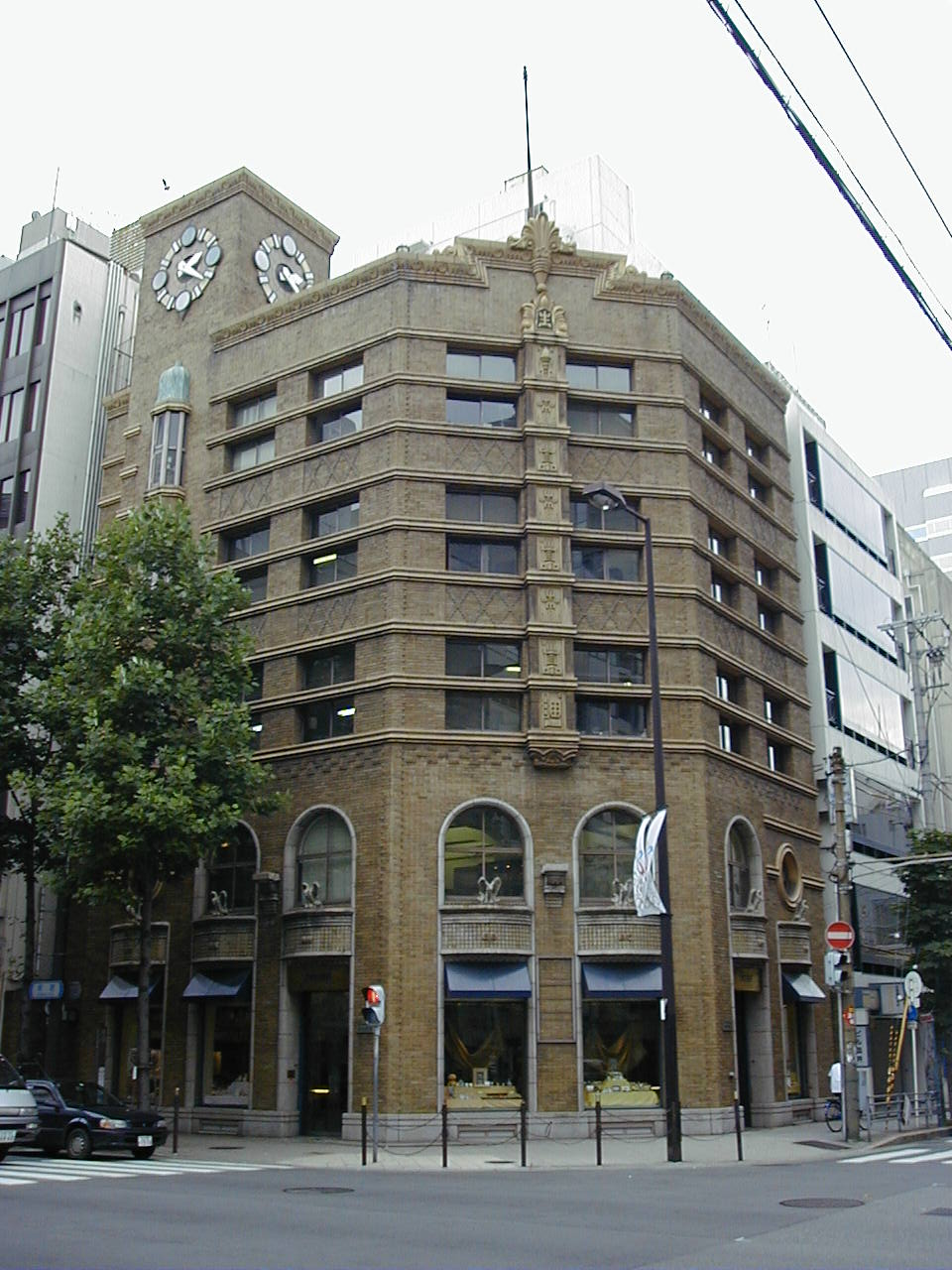
生駒時計店
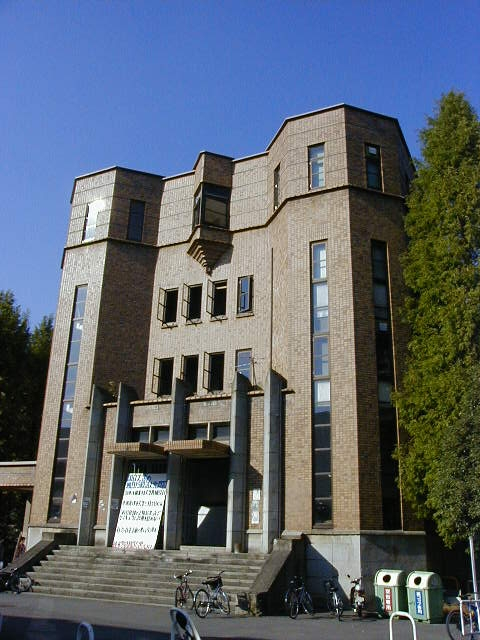
京都大学法学部経済学部本館
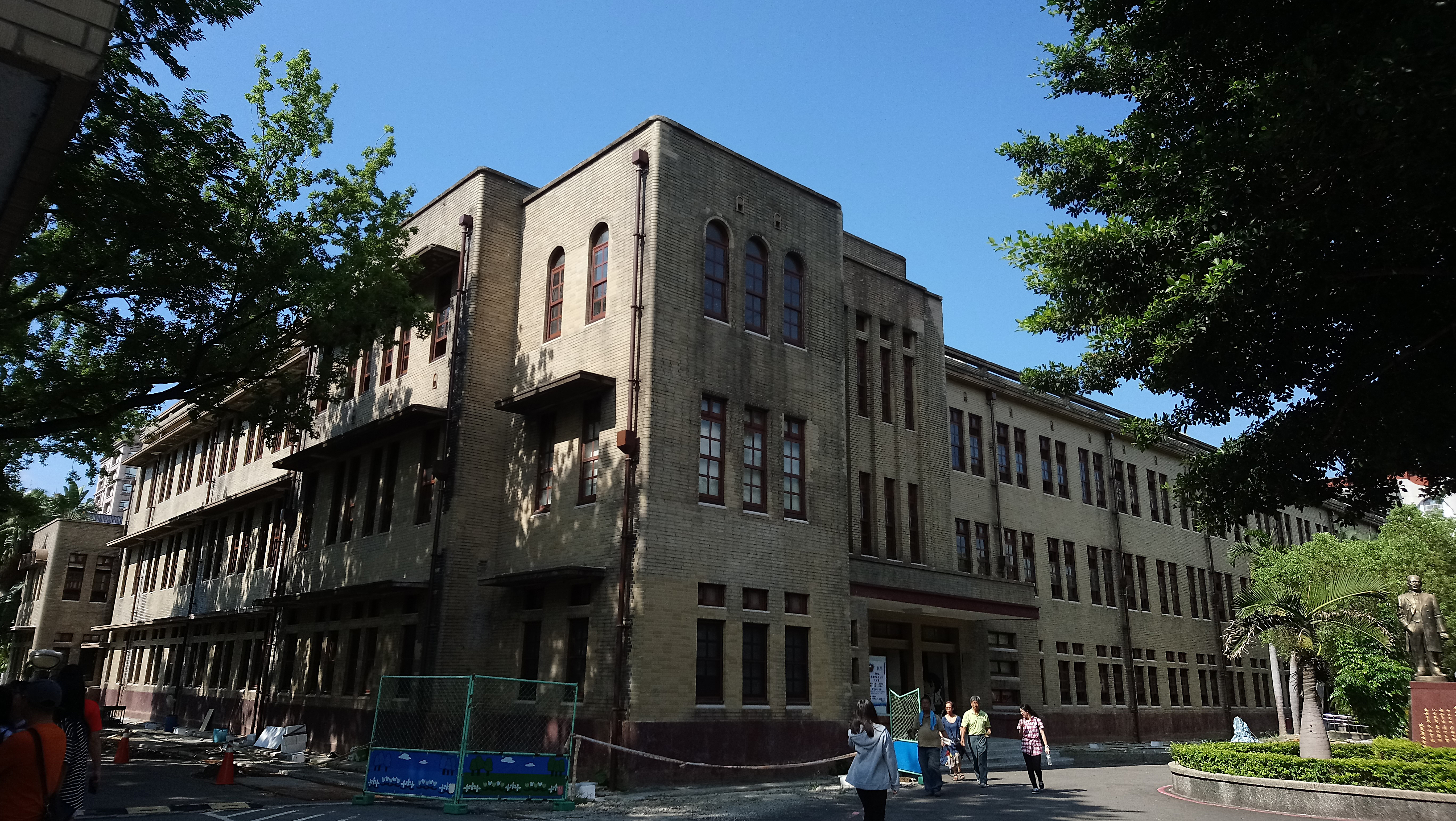
臺北州立臺北第三高等女學校
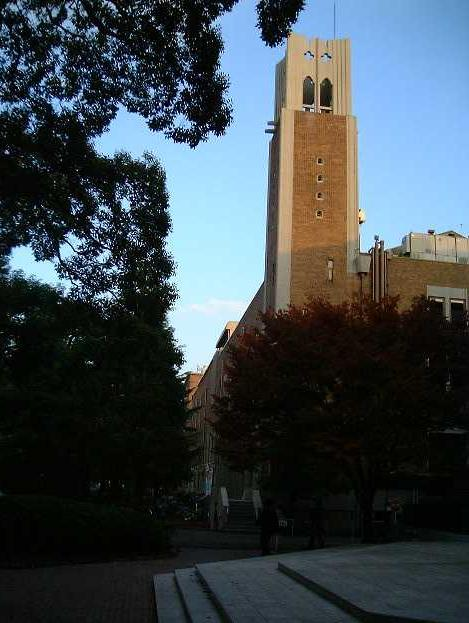
同志社大学明徳館